# Ніколаєнко Ольга Олександрівна (спортсменка)
О́льга Олекса́ндрівна Нікола́єнко (* 1983) — українська гандболістка.

## З життєпису
Народилась 1983 року в місті Херсон. Вихованка Херсонського вищого училища фізичної культури.
Виступала за клуб «Дніпрянка»-
Гравчиня угорського клубу «Békéscsabai Előre NKSE» та національної збірної України.
Учасниця Чемпіонату світу з гандболу серед жінок 2009 року в Китаї, забивши 53 голи — була 5-ю серед бомбардирів.